# Grimstad
Grimstad är en tätort och stad som utgör centralort i Grimstads kommun i Agder fylke i södra Norge. Grimstad blev stad 1816.

## Författarstaden

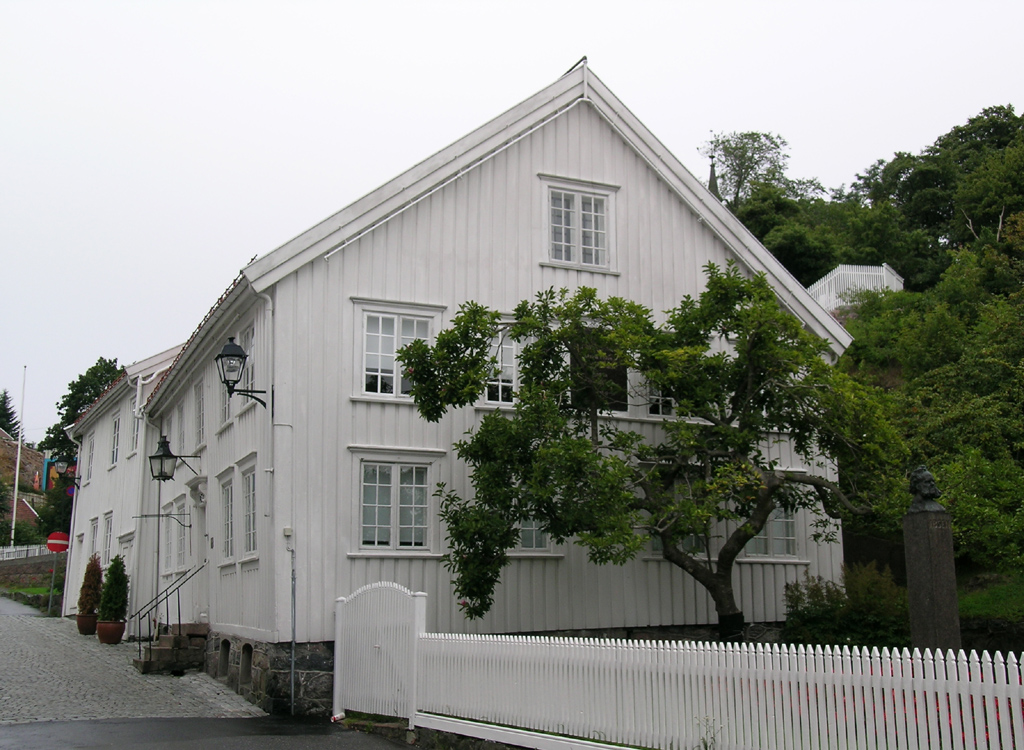
Ibsenhuset, där han bodde 1847-1850, är museum.

Flera kända författare har haft anknytning till Grimstad:
- Henrik Ibsen bodde i Grimstad 1844 till 1850. Ibsenhuset (museum sedan 1916) var hans bostad från 1847.
- Knut Hamsun bodde på gården Nørholm från 1918 till 1952. Han fick Nobelpriset i litteratur 1920.
- Herman Wildenvey bodde i Grimstad under sina ungdomsår.
- Gabriel Scott bodde där sent 1890-tal.
- Roald Dahl tillbringade flera somrar på Strand Hotel i Fevik, för att hans svärföräldrar bodde i kommunen.
- Tryggve Gran var bosatt i Grimstad.

## Sport
Grimstad arrangerade VM i orientering 1997.
Amazon Grimstad är ett damfotbollslag som spelar i högsta serien i Norge.
Ann Mari Dovland är en fotbollsspelare som spelar i Piteå IF Dam och kommer från Grimstad.
Monica Knudsen är en fotbollsspelare som blev olympisk mästare 2000 med Norge. Hon kommer också från Grimstad.
De norska cyklisterna Dag Otto Lauritzen och Thor Hushovd kommer båda från Grimstad.